# 杣友厚
杣友 厚（そまとも あつし、1949年6月10日 - ）は、元バスケットボール選手である。ポジションはフォワード。185cm。

## 来歴
徳島海南高校から日本大学を経て、住友金属に入社。
全日本にも選出され、1972年ミュンヘンオリンピックにも出場した。

## 代表歴
- 1970アジア大会
- 1972ミュンヘンオリンピック
- 1973アジア選手権
- 1974アジア大会
- 1975アジア選手権
- 1977アジア選手権
- 1978アジア大会